# سوما لومباردو
سوماً لومباردو (به ایتالیایی: Somma Lombardo) یک کومونه در ایتالیا است که در استان وارزه واقع شده‌است.

## خصوصیات
سوماً لومباردو ۳۰ کیلومتر مربع مساحت و ۱۶٬۵۹۷ نفر جمعیت دارد و ۳۰۰ متر بالاتر از سطح دریا واقع شده‌است.

## خواهرخوانده
شهر لولت دو ور خواهرخواندهٔ سوماً لومباردو است.